# كتنلوي عليا
كتنلوي عليا هي قرية في مقاطعة خوي، إيران. عدد سكان هذه القرية هو 42 في سنة 2006.